# Alf Purcell
Albert Arthur (Alf) Purcell (Londen, 3 november 1872 – 24 december 1935) was een Brits syndicalist en politicus voor Labour.

## Levensloop
Purcell was de zoon van Ierse migranten.
In 1891 trad hij toe tot een voorloper van de National Amalgamated Furnishing Trades Association, tevens trad hij omstreeks deze periode toe tot de Social Democratic Federation. Voor deze partij werd hij verkozen in de Salford Borough Council, een mandaat dat hij 6 jaar uitoefende.
In de periode mei-juni 1920 maakte hij deel uit van een delegatie aan de Sovjet-Unie, alwaar hij onder meer contact had met Vladimir Lenin, Leonid Trotski en andere leiders van het Bolsjevistisch regime. De delegatie werd geleid door Ben Turner en bestond voorts uit Margaret Bondfield en H. Skinner (beide TUC), Ethel Snowden, Tom Shaw en Robert Williams (allen Labour) en Charles Roden Buxton en Leslie Haden Guest. Het gezelschap werd gevolgd op een deel van hun tour door vertegenwoordigers van de pers, waaronder Bertrand Russell.
In 1921 trad hij toe tot de algemene raad van de Trades Union Congress (TUC), waarvan hij in 1924 voorzitter werd. Hij volgde in deze hoedanigheid Joe Williams op, zelf werd hij opgevolgd door Alonzo Swales. In 1925 volgde hij Jimmy Thomas op als voorzitter van Internationaal Vakverbond (IVV). Zelf werd hij in deze hoedanigheid in 1927 opgevolgd door Walter Citrine. In november/december 1924 leidde hij een delegatie naar de Sovjet-Unie met betrekking tot de 'Zinoviev letter'.
Ten slotte zetelde hij van 1923 tot 1924 en van 1925 tot 1929 voor Labour in het Lagerhuis.